# Родина-мать (Киев)
«Ро́дина-мать» (укр. Батьківщина-Мати) — монументальная скульптура в Киеве на правом берегу Днепра. Является самой высокой статуей на территории Украины. Расположена на территории Музея истории Украины во Второй мировой войне.
Открыта в составе музейного комплекса в 1981 году в День Победы. Комплекс открывал Генеральный секретарь ЦК КПСС Леонид Брежнев.
Автор монумента – народный художник УССР и СССР, украинский скульптор Василий Бородай.

## Проектирование и строительство
Стальная скульптура таких размеров в СССР изготавливалась впервые. Технологическое проектирование и сборка осуществлялись специалистами Киевского завода имени Парижской Коммуны с учётом рекомендаций, выданных институтом электросварки имени Патона по сварке элементов из нержавеющей стали отдельными блоками-секциями весом 25—30 тонн.
Изначально предполагалось покрыть монумент сусальным золотом, однако позднее от этой идеи отказались. Металлический каркас был выполнен из нержавеющей стали, выплавленной в Запорожье. Стальную обшивку статуи сварили специалисты Института электросварки имени Патона из листов размером 50×50 см толщиной 1,5 мм. Суммарная длина швов составила около 30 км.
Собирали скульптуру специально построенным стометровым краном (самым большим в УССР). Из-за спешки, после окончания работ, кран был не разобран, а разрезан автогеном. Для контроля за состоянием всех строительных конструкций был установлен строгий режим геодезических инструментальных обследований.

Герб СССР на щите Родины-матери, который был заменён на Тризуб в 2023 году.

Над проектом статуи начинал работать известный в СССР скульптор, автор схожего монумента в Волгограде — Евгений Вучетич.
Первоначально предполагалось, что на постаменте будет возвышаться 80-метровая бронзовая с позолотой фигура женщины. У подножия статуи с 30-метровой высоты должен был течь в Днепр водопад, с обеих сторон которого воины форсировали реку. После смерти Вучетича работу возглавил украинский скульптор Василий Бородай, при котором композиция претерпела значительные изменения. Бородай разработал проект, который был реализован в содружестве с Фридом Согояном и Василием Винайкиным, а также с архитекторами Виктором Елизаровым, Георгием Кислым, Николаем Фещенко.
По одной из народных легенд, в ходе сооружения монумента Киевский митрополит вёл переговоры с Первым секретарём ЦК Компартии Украины Владимиром Щербицким о том, чтобы скульптура не была выше Большой Лаврской колокольни, расположенной неподалёку Киево-Печерской Лавры, якобы оружие не может быть выше креста. После этого было решено укоротить меч скульптуры, кончик меча стал ниже верхушки колокольни на 12 метров. Однако архитекторы утверждают, что это сделано для архитектурного равновесия между сооружениями бывшего музея Великой Отечественной войны и Лавры.
Общая площадь мемориального комплекса составила свыше 10 гектаров. В него вошли: музей с монументом «Родина-мать», главная площадь с Аллеей Городов-героев и скульптурными композициями «Форсирование Днепра» и «Передача оружия», галерея героев фронта и тыла с бронзовыми горельефными композициями, чаша «Огонь Славы», выставка боевой техники и вооружения, отдельное здание, где развёрнуты постоянно действующие реликвийные экспозиции «Трагедия и доблесть Афгана», «На чужих войнах», открытые для посещения экскурсантов самолёты Ли-2, МиГ-23 и вертолёт Ми-24В, а также главный экспозиционный корпус музея — трёхэтажное сооружение с площадью перед ним, вмещающей до 30 тысяч человек. Именно здесь, в честь всенародных праздников Победы, освобождения Украины и Киева, проводятся общегородские мероприятия с участием ветеранов и их потомков.

## Эксплуатация
Согласно выводам специалистов, монумент «Родина-мать» должен простоять свыше 150 лет. По расчётам, статуя может выдержать даже землетрясение силой 9 баллов. В 1987 году над Киевом пронёсся сильный ураган, но памятник не получил повреждений. Регулярные ежегодные обследования показывают отсутствие каких-либо отклонений относительно динамического равновесия. Для передвижения людей и технического обслуживания скульптуры в середине смонтированы два лифта — вертикальный и наклонный (движется на катках под углом 75 градусов), оборудованы площадки для осмотра. Один из лифтов поднимается с девятью остановками до самой «головы» Родины-матери, в которой есть люки и технические площадки. Можно подняться в «руку» со щитом и в другую — с мечом, там тоже есть монтажные площадки.
Летом 2002 года был разрешён подъём экскурсантов на площадки отметок 36 метров и 92 метра. Однако после того, как в апреле 2003 года посетитель упал с верхней площадки и разбился, доступ туристов был ограничен.
В 2009 году начата реставрация сооружения.

## Декоммунизация

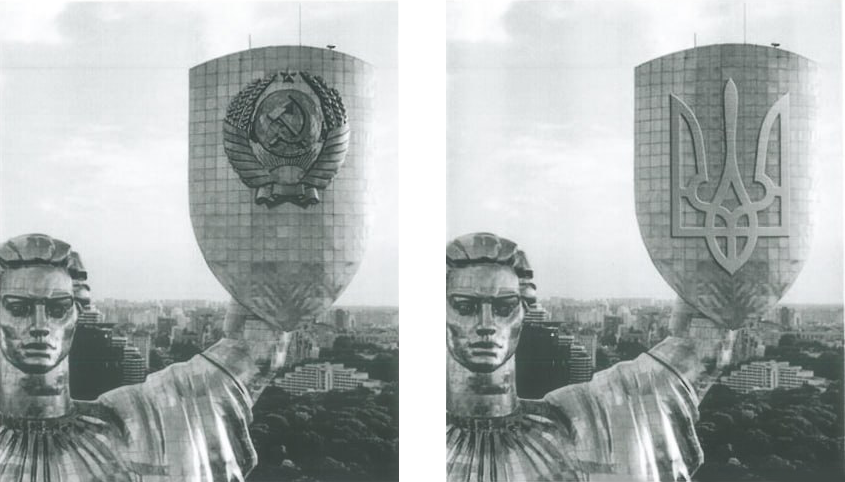
Проект по замене герба на щите

Декоммунизация на Украине по закону не должна была задеть этот монумент, поскольку он, в составе музейного комплекса, был внесён в реестр объектов культурного значения Украины. С момента издания декоммунизационных законов в прессе шли обсуждения о будущем срезании, закрытии герба СССР или его замене на герб Украины.
21 июля 2022 года, завершился опрос о будущем символики на щите монумента. Наибольшее количество голосов (85 %) набрал вариант заменить Трезубцем. За вариант, чтобы снять советский герб и оставить щит чистым, отдали свой голос 9 % опрашиваемых. Также были и те, кто поддержал вариант оставить все как есть (6 %).
В мае 2023 года началась начальная стадия процесса замены советского герба трезубцем. Была подготовлена проектная документация, чтобы понять, как лучше его снимать, какие работы там должны быть проведены. Проект нового герба разработал Украинский институт стальных конструкций имени В. Н. Шимановского. 13 июля 2023 года украинские власти разрешили декоммунизацию скульптуры. Министерство инфраструктуры сообщило, что Госинспекция архитектуры и градостроительства одобрила проект реконструкции монумента.  Монтаж трезубца планировалось начать в июле и закончить к 24 августа, когда Украина отмечает День независимости. Стоимость проекта — 28 миллионов гривен (сам герб стоил 400 тысяч гривен). Все элементы демонтированного советского герба будут переданы в музей.
Новый герб должен был предоставить Запорожский металлургический комбинат «Запорожсталь», но институт стальных конструкций металл предприятия забраковал. Соответствующая информация появилась 25 июля 2023 года на сайте Министерства культуры и информационной политики Украины, с чем не согласились представители «Запорожстали», назвав выдвинутые претензии пристрастными и безосновательными. Для конструкции использовали бельгийский металл, который подходил по толщине и цвету. Размер трезубца — 4,5 на 7,5 метров, а масса почти такой же, как и предыдущего герба — более 400 или около 500 килограммов. Спонсорами проекта согласились стать 15 предприятий, в том числе «Новая почта», «Первая частная пивоварня» и другие.
30 июля 2023 года начат демонтаж герба СССР, через два дня он был завершён. 6 августа 2023 года советский герб был заменён на герб Украины.
30 июля 2023 года стало известно, что в рамках реконструкции (с заменой герба), название монумента может измениться на «Украина-мать» (укр. Україна-Мати). Однако официального решения о переименовании Министерство культуры и информационной политики Украины не приняло.
Обсуждалась возможность пригласить на освящение тризуба митрополита Киевского и всея Украины, предстоятеля Православной церкви Украины Епифания, но гендиректор музея Юрий Савчук был категорически против.
В августе 2024 года стало известно, что сварные швы трезубца на щите могли подвергнуться коррозии.

## Задействованные скульпторы и архитекторы
- Автор мемориала Родина-Мать в Сталинграде — Евгений Вучетич;
- После смерти Вучетича проект возглавил украинский скульптор Василий Бородай;
- Скульпторы: Фрид Сагоян и Василий Винайкин, а также архитекторы: Виктор Елизаров, Георгий Кислый, Николай Фещенко;
- Скульптор герба Украины (с 2023 года): художник Алексей Пергаменщик[20].

## Технические данные
- Высота скульптуры «Родина-мать» (от пьедестала до кончика меча) — 62 метра.
- Общая высота с постаментом — 102 метра.
- В одной руке статуя держит 16-метровый меч весом в 9 тонн, в другой — щит размером 13×8 метров.
- Всё сооружение — цельносварное и весит 450 тонн.
- Сам каркас начинается на глубине 17,8 метров (от входа в музей). На эту глубину уходит бетонный колодец диаметром 34.5 метра.

## Галерея

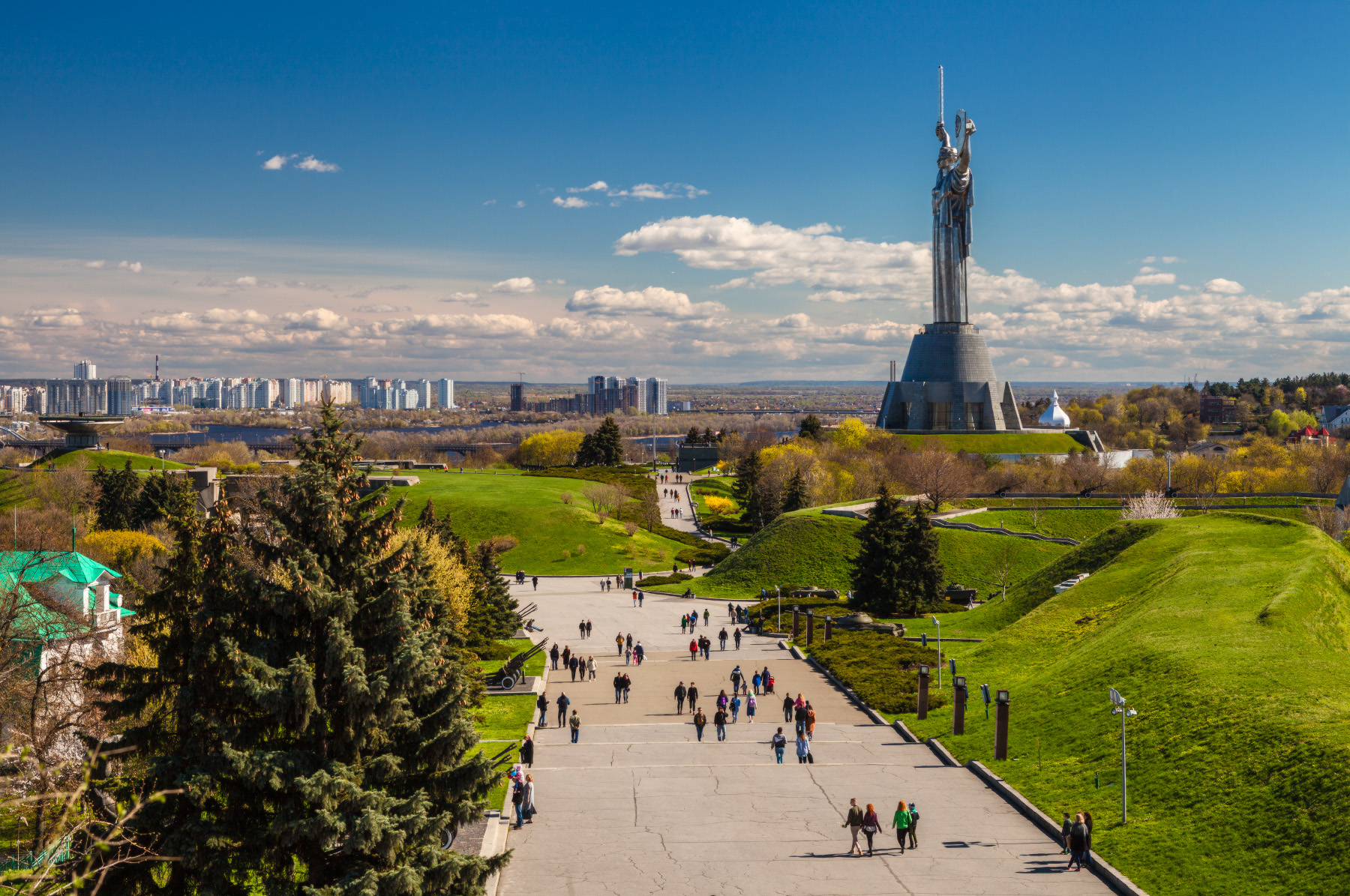
Общий вид на комплекс
Вид сбоку
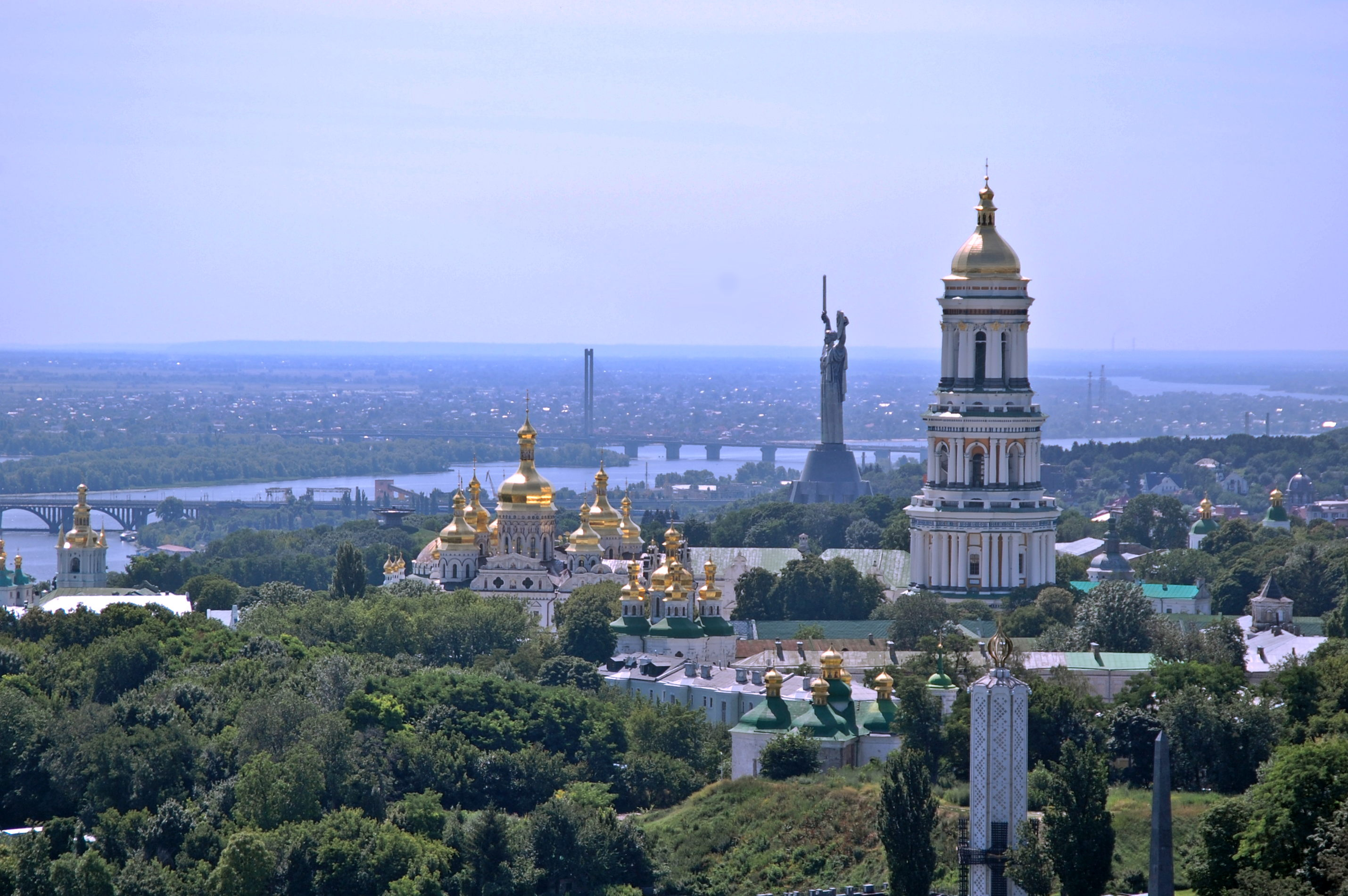
Киево-Печерская лавра на фоне памятника
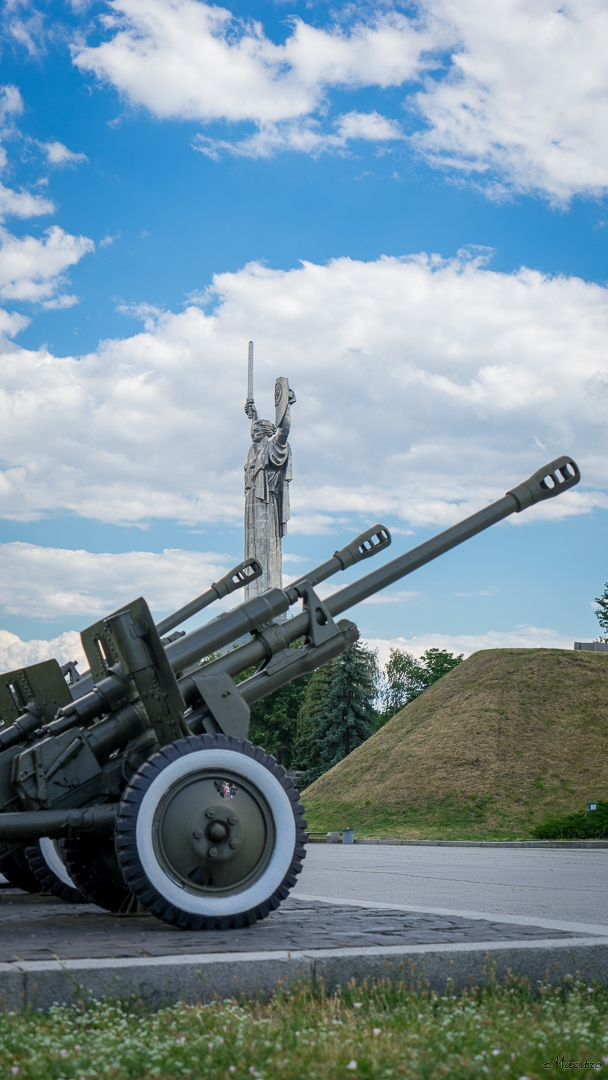
Пушки в Музее истории Украины во Второй мировой войне
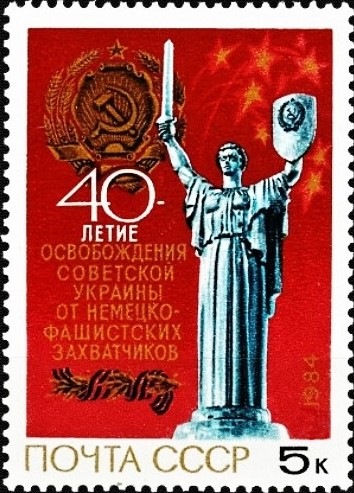
Монумент «Родина-мать» на почтовой марке СССР 1984 года

### Похожие памятники Великой Отечественной войны
- «Родина-мать» в Волгограде
- «Мать-Родина» в Санкт-Петербурге